# 숙녕옹주 (효종)
숙녕옹주(淑寧翁主, 1649년 ~ 1666년 음력 9월 17일 또는 1668년 음력 5월 20일)은 조선의 왕족이다. 효종과 안빈 이씨의 딸이다.

## 생애
효종의 유일한 서녀로, 어머니는 후궁 안빈 이씨이다. 1649년(인조 27년) 태어났으며, 1662년(현종 3년) 음력 4월 10일 현종이 반남 박씨 유학 박태장의 아들 박필성과 혼인토록 명하였다.
한편 《조선왕조실록》에는 숙녕옹주의 졸기가 두 번 적혀있어 언제 사망하였는지 확실하지 않다. 1666년(현종 7년) 음력 9월 17일의 졸기에는 "숙녕 옹주가 죽었다."라고 기록이 되어 있고, 이후 1668년(현종 9년) 음력 5월 20일에도 숙녕옹주의 졸기가 등장하며, 그 전부터 궁내에 돌던 두역(천연두)을 앓다가 끝내 사망한 것으로 기록되어 있다. 그리고 이때에는 예조가 현종에게 옹주의 상사에 거애하는 내용을 아뢰는 기사도 등장하는 것으로 보아, 1668년에 사망한 것이 맞는 듯 하다.
당시 묘소는 경기도 양주 동면 소적성동에 마련되었고, 일설에 의하면 묘소는 경기도 남양주시 진건면 송릉리에 있다.

## 가족 관계
숙녕옹주는 반남 박씨 박필성과 혼인하였으며, 박필성은 1662년(현종 3년) 음력 8월 4일 금평위(錦平尉)에 봉해졌다. 그는 숙녕옹주가 죽고도 80여 년을 더 살다가, 1747년(영조 23년) 음력 7월 10일 향년 96세를 일기로 사망했다. 90세 때에는 영조로부터 궤장을 하사받기도 하였다.
- 아버지 : 제17대 효종(孝宗, 1619 ~ 1659, 재위:1649 ~ 1659)
- 어머니 : 안빈 이씨(安嬪 李氏, 1622 ~ 1693)
- 시아버지 : 박태장(朴泰章, 생몰년 미상)
  - 남편 : 금평위 박필성(錦平尉 朴弼成, 1652 ~ 1747)
  - 딸 : 박희경 (朴喜慶, ? ~ ?) - 이수철(李秀喆)의 처